# Трамваи Путиловского завода
Трамва́и Пути́ловского заво́да — вагоны серий Ф (Фонарный), МС (Моторный Стальной) и ПС (Прицепной Стальной), производившиеся в 1928–1933 годах на заводе «Красный Путиловец» в Ленинграде. К моменту переименования предприятия в Кировский завод (декабрь 1934 года) база ленинградского трамваестроения была передислоцирована на открытый весной того же года ВАРЗ, взявший на себя, помимо выпуска вагонов новых моделей, ремонт и модернизацию ранее построенного подвижного состава.

## Модельный ряд

### Ф

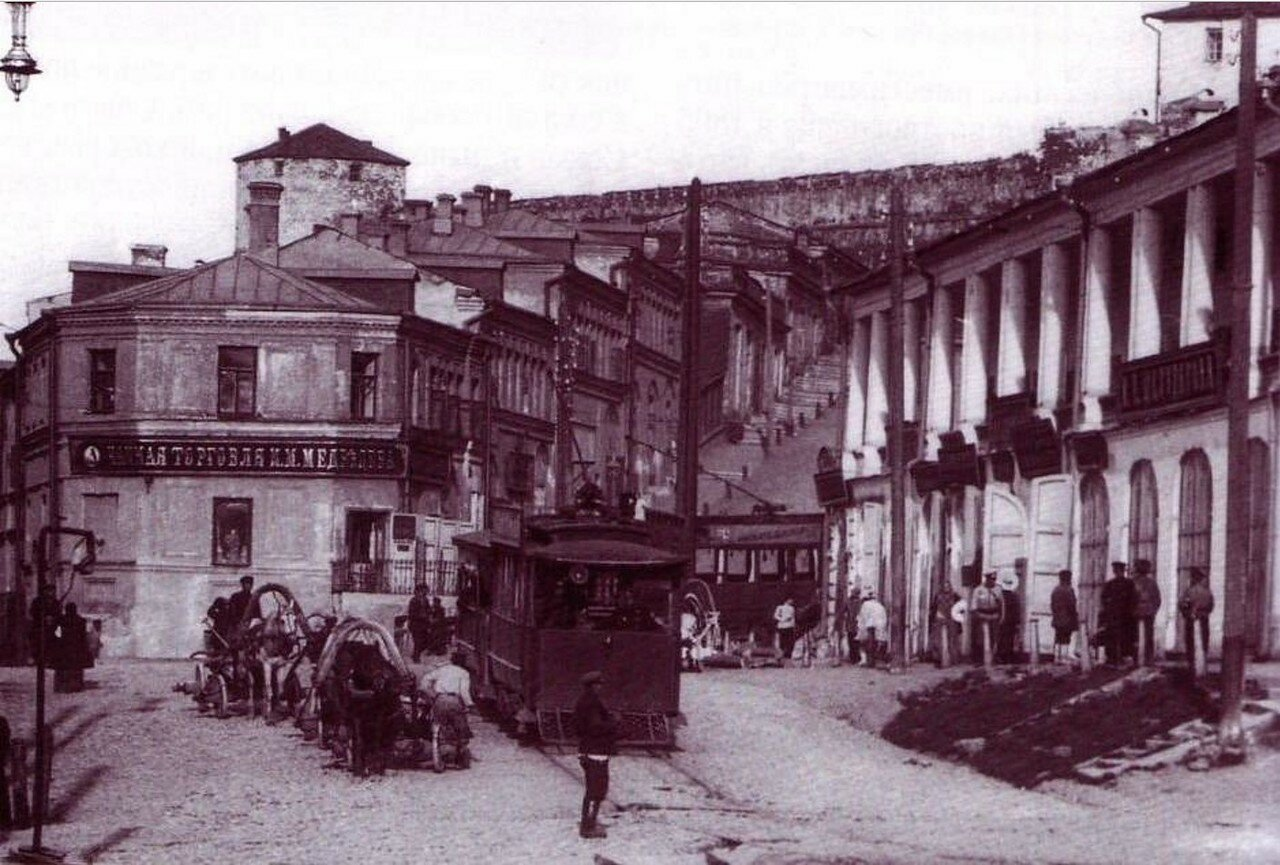
Трамвай Ф на Скобе в Нижнем Новгороде

Двухосный моторный вагон. Имелись шесть окон обычного прямоугольного типа. Фары отсутствовали, их заменяла пара прожекторов, подвешиваемых снизу к крыше обеих площадок вагона.

### МС-1

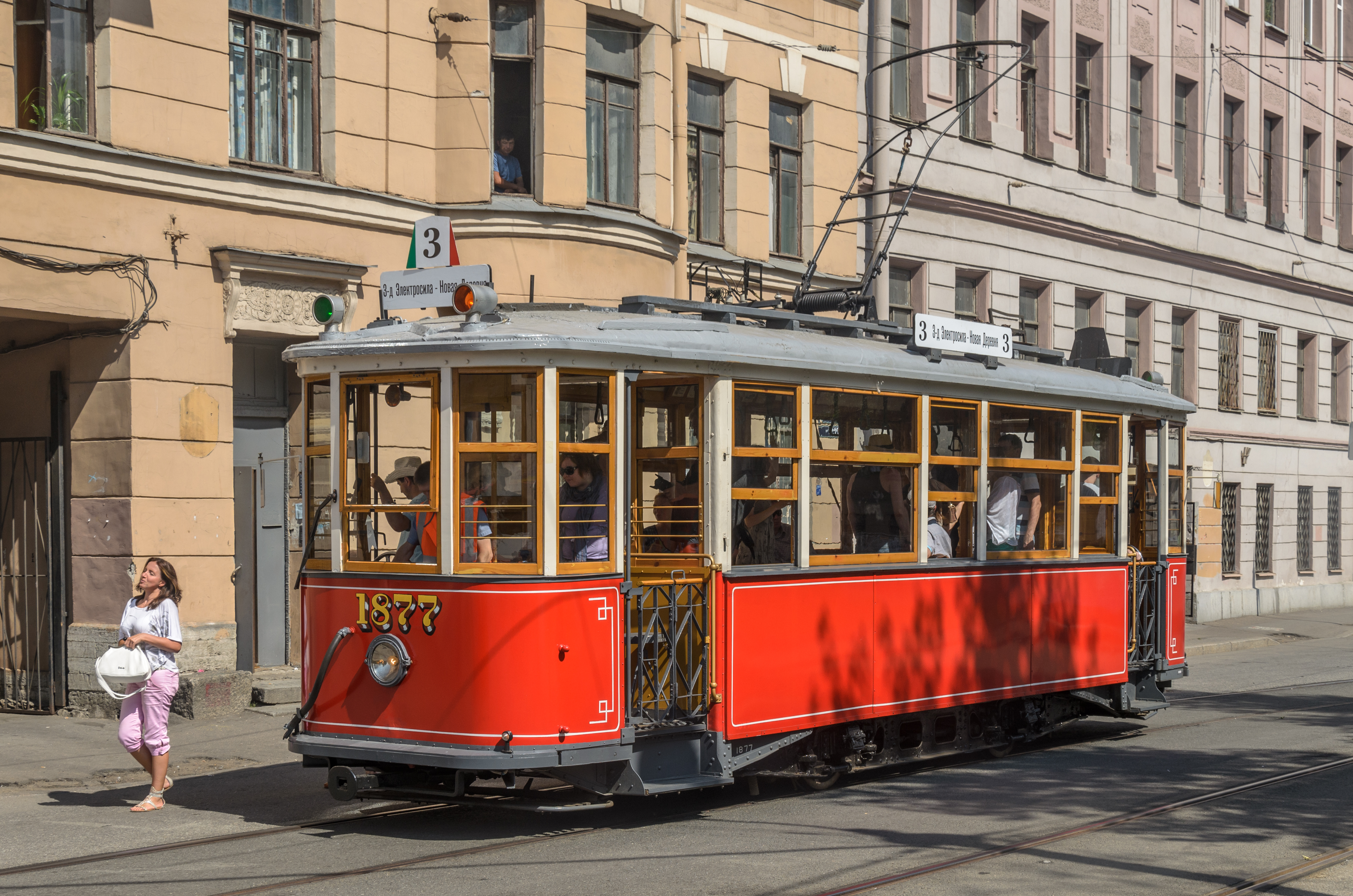
Трамвай МС-1 на площади Репина в Санкт-Петербурге

В 1927 году «Красный Путиловец» начал выпуск двусторонних моторных вагонов, получивших обозначение МС («моторный стальной»). Они имели стальной каркас кузова; обычная вагонная рама из швеллеров была заменена подоконной фермой раскосной системы (то есть применена схема кузова с несущими рамой и боковыми стенками). Ходовая часть представляла собой двухосную тележку.
Вагон имел два тяговых двигателя ПТ-35 (2x40 кВт) с опорно-осевым подвешиванием; применялась непосредственная система управления с контроллерами барабанного типа (ДК-5 или ОВ-17), позволявшими производить как пуск, так и реостатное торможение.
Число сидячих мест равнялось 24, скамьи были деревянными и располагались в салоне продольно. У вагонов первой модификации (МС-1) площадки отделялись от салона перегородками со сдвижными дверями; наружные входные проёмы первоначально дверей не имели и закрывались невысокими решётками, но в процессе эксплуатации (в 1930-х гг.) на вагоны стали устанавливаться и наружные двери. Кузов имел закруглённые углы; это является основным внешним отличием МС-1 от более поздних модификаций МС.
Служебное торможение осуществлялось пневматическим колёсно-колодочным тормозом с двусторонним нажатием колодок; для получения сжатого воздуха применялся компрессор, приводившийся от одной из осей вагона. Однако на части вагонов пневмотормоз отсутствовал, а в качестве служебного использовался электрический тормоз (реостатный). При эксплуатации таких вагонов с прицепными последние должны были иметь не пневматический, а соленоидный тормоз, работающий при приведении в действие реостатного тормоза на моторном вагоне.
Выпуск вагонов МС-1 продолжался до 1930 года.

### МС-2 и МС-3

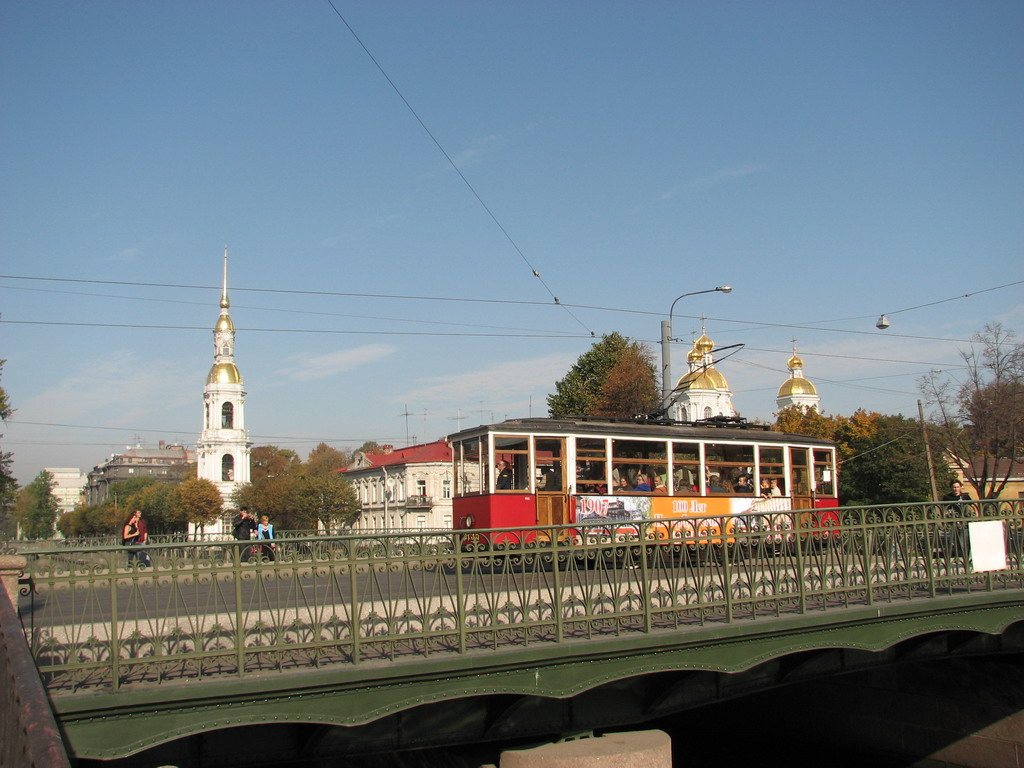
Трамвай МС-2 на Старо-Никольском мосту в Санкт-Петербурге

Вагоны МС второй модификации выпускались с 1931 года. В целом, они были аналогичны МС-1, но кузов имел площадки трапециевидной формы (без закруглений на углах), в салоне были упразднены внутренние перегородки. В качестве рабочего тормоза использовался реостатный.
В 1932 году была выпущена партия вагонов МС-3. От МС-2 они отличались наличием перегородок между салоном и площадками.

### МС-4

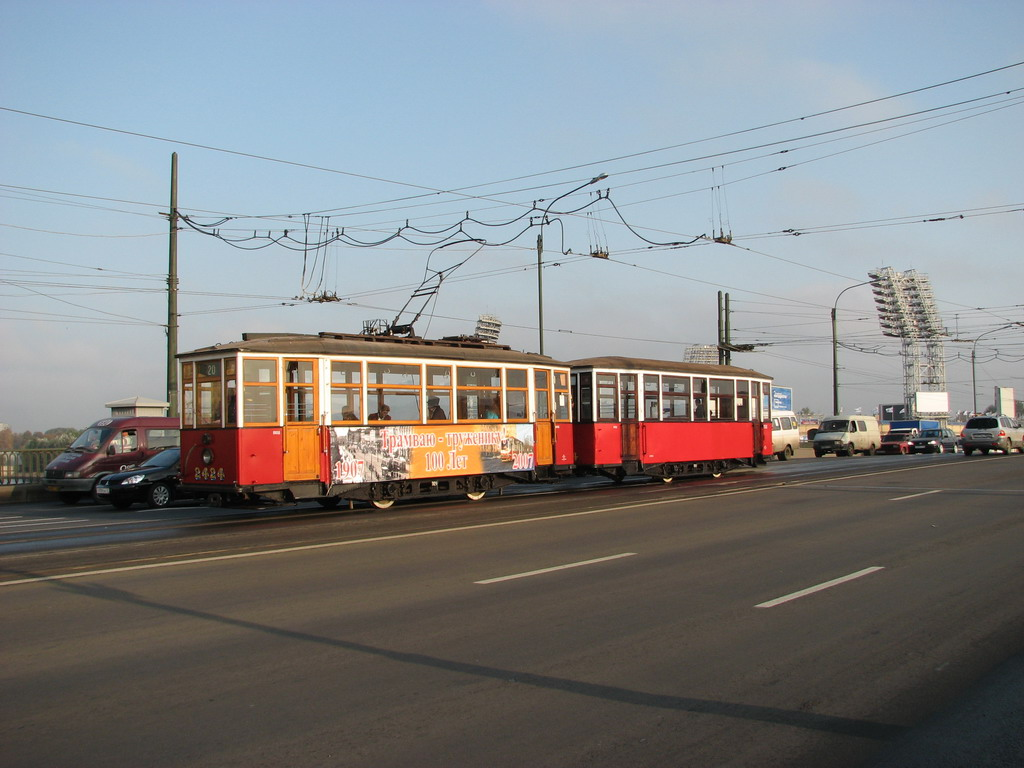
Трамвай МС-4 с прицепным вагоном МСП-3 на Тучковом мосту в Санкт-Петербурге

Вагоны МС-4 выпускались в 1932—1933 годах. Они имели форму кузова, аналогичную МС-2 и МС-3 (с площадками трапециевидной формы), однако отличались некоторыми элементами кузова и тормоза. Вагоны имели перегородки между салоном и площадками и наружные двери; число сидячих мест (24) по сравнению с предыдущими модификациями не изменилось. Один из вагонов был выпущен с кузовом сварной, а не клёпаной конструкции.
МС-4 № 2601 стал тысячным стальным вагоном, построенным на «Красном Путиловце». В отличие от серийных вагонов он имел мягкие сиденья с поперечным их расположением.

### ПС
В 1929—1931 гг. «Красным Путиловцем» выпускались двусторонние прицепные вагоны ПС («прицепной стальной»; модификаций эта серия не имела). Конструкция кузова была аналогична вагонам МС, однако его длина была уменьшена с 9595 до 8915 мм (за счёт укорачивания площадок); диаметр колёс по сравнению с МС также был уменьшен и составлял 700 мм. Ходовая часть была выполнена бестележечной (со свободными осями). Вагоны имели колёсно-колодочный тормоз с соленоидным приводом.
Число сидячих мест равнялось 24.

### МСП
Ввиду нехватки тягового электрооборудования часть вагонов МС была выпущена без него; такие вагоны вводились в эксплуатацию в качестве прицепных. В дальнейшем некоторые из них были переоборудованы в моторные, остальные продолжали использоваться как прицепные. Эти вагоны получили обозначение МСП (с добавлением номера модификации).

### ГМ
Двухосный двухкабинный грузовой моторный вагон. Две закрытые кабины и консоль крыши между ними над грузовой платформой. Лобовые листы изначально изогнутой округлой формы (в таком виде вагоны не сохранились). В 1960-е годы при проведении капремонта маска кабины заменялась на «квадратные» листы. Прошедший такой капитальный ремонт с модернизацией вагон ГМу (усиленная версия вагона ГМ производства ВАРЗ) хранится в Музее электротранспорта в Санкт-Петербурге. Подобный вагон снимался в х/ф «Брат»

### ГП-10
Двухосная безмоторная открытая грузовая платформа. Грузоподъемность — 10 тонн. Выпускался вариант и с «кондукторской» кабинкой, оборудованной ручной тормозной колонкой. На данный момент сохранилось 14 таких вагонов.

## Модернизации
В течение периода своей эксплуатации вагоны МС, МСП и ПС неоднократно модернизировались. Так, с 1937 г. на моторных вагонах со служебным реостатным торможением старые двигатели заменялись на ДТИ-60 (55 кВт).
Из работ по модернизации, проводившихся в послевоенные годы, можно отметить следующие:
— переоборудование вагонов в односторонние (зашивка дверных проёмов с левой стороны и ликвидация у моторных вагонов второго поста управления; на задней площадке при этом оборудовались три сидячих места);
— перенос маршрутных указателей и сигнальных огней с крыши в лобовые софиты;
— замена осевых компрессоров на мотор-компрессоры;
— перевод вагонов со служебным электрическим торможением на служебное пневматическое торможение;
— замена барабанных контроллеров на более совершенные кулачковые (МТ-1); на вагонах со служебным электрическим торможением до оборудования их пневмотормозом оставались барабанные контроллеры ОВ-17, поскольку при контроллере МТ-1 невозможно реостатное торможение в случае неисправности одного из двигателей;
— устройство отдельной кабины для вагоновожатого;
— устройство отопления;
— оборудование наружных дверей пневмоприводом;
— оборудование вагонов радиотрансляцией.
Вагоны МС, переоборудованные в односторонние, получали обозначение МСО. Два вагона типа МСО-1 и МСО-4 сохранились в Петербургском музее электротранспорта.

## География распространения
Трамваи Путиловского завода использовались в Перми, Алма-Ате, Астрахани, Бийске, Владикавказе, Запорожье, Иркутске, Ижевске, Твери (Калинине),  Гяндже (Кировабаде), Краснодаре, Самаре (Куйбышеве), Курске, Липецке, Малышевом Логе, Санкт-Петербурге (Ленинграде), Минске, Нижнем Новгороде (Горьком), Нижнем Тагиле, Новокузнецке, Новороссийске, Екатеринбурге (Свердловске), Челябинске, Симферополе, Таганроге, Темиртау, Уфе, Горловке.

## Современное состояние
До настоящего момента в музее электрического транспорта Санкт-Петербурга сохранились несколько экземпляров МС-1, МС-2, один МСП-3, около десяти МС-4 и один МСО-4. Несколько вагонов МС до сих используются в Санкт-Петербурге в качестве служебных.
Список вагонов МС, сохранившихся до наших дней в Санкт-Петербурге.
- МС*(точно не известная модель)
  - М-23 (передан в музей)
  - М-63 (передан в музей)
  - М-66 (передан в музей)
  - М-74 (передан в музей)
  - М-84 (передан в музей)
  - 2465 (памятник у трам.парка № 8 в Санкт-Петербурге)
  - 2601 (в фондах музея)
- МС-1
  - 1877 (музейный)
  - 2092 (в фондах музея)
- МС-2
  - 2135 (музейный)
  - 2162 (передан в музей, в 1957-2013 годах работал буксиром на Петербургском трамвайно-механическом заводе, где получил прозвище «хозяин»)
  - 2170 (остов на ПТМЗ)[8]
  - М-2171 (Служба Пути)
  - С-2175 (в фондах музея)
  - 2610 (в фондах музея)
- МСП-3
  - 2384 (музейный)
- МС-4
  - 1811 (ТрамПарк № 1)
  - 2171 (Служба Пути)
  - С-2421 (ТрамПарк № 3)
  - 2424 (музейный)
  - 2492 (в фондах музея)
  - 2507 (в фондах музея)
  - 2642 (музейный)
  - С-2723 (в фондах музея)
- МСО-4
  - 2575 (музейный)
- Реплики на базе МС
  - 1028 (музейный) — реплика вагона модели Бреш

В июне 2010 года трамвай МС-4 № 2420 был передан из Санкт-Петербурга в Волгоград. На его базе к 100-летию Волгоградского трамвая был воссоздан внешний вид и интерьер вагона модели Х.
А также в Липецке сохранился один вагон МС-4 №ЭВ-01.
В 1970 году один вагон МС-4 №2603 был передан Брюссельскому трамвайному музею.
Интересный факт: летом 2001 года музейные трамваи МС-4 № 2642 и реплика вагона Brush № 1028 использовались в линейной работе. Во время ремонта Садовой улицы между Сенной площадью и площадью Репина был запущен тупиковый маршрут трамвая "5-к". Разворот на Сенной отсутствовал, поэтому для работы подходили только двухсторонние вагоны. На балансе ГЭТ таковых в ту пору не было и на линию выпустили музейные трамваи. Литера в номере маршрута означала отсутствие льгот за проезд. По стоимости проезда 5-к не отличался от обычных маршрутов.